# Assück
Gli Assück sono stati un gruppo grindcore statunitense di Saint Petersburg, Florida, attivi dal 1987 al 1998. Sono stati uno dei gruppi più importanti del genere degli anni ottanta e novanta, tuttora considerati tra i più influenti.

## Storia
(Rob Proctor intervistato su Disposable Underground n.08.1993)
Il gruppo fu fondato nel 1987 dal cantante Paul Pavlovich e dal chitarrista Steve Heritage cui si unì il batterista Rob Proctor. Con questa line-up esce nel 1988 il demo Born Backwards, nel 1990 l'ep Necrosalvation e nel 1991 il primo lp full-length Anticapital prodotto da Sound Pollution Records e considerato una pietra miliare del genere. Segue nello stesso anno uno split ep con gli Old Lady Drivers e il celebre ep compilation Bllleeeeaaauuurrrrgghhh! - The Record della Slap A Ham Records. L'anno dopo entra nella formazione il bassista Pete Jay ed esce l'ep Blindspot, la band definisce un suono più compatto e pulito, non per questo meno brutale, ancora dominato dalla batteria di Rob Proctor.Sempre nel 1992 escono i 4-way split ep Bloodless Unreality con i Destroy!, Hellnation e Confrontation, e Emergency Broadcast Systems - Volume 2 con Crain, Schedule e Friction. Nel 1993 esce su SOA Records l'ep State to State con materiale registrato nel 1991 dalla formazione originale. Nello stesso anno il cantante Paul Pavlovich lascia la band per dedicarsi alle arti visive. Steve Kosiba sostituisce al basso Pete Jay. Nel 1994 la Sound Pollution pubblica un cd antologia con tutte le canzoni edite della band. Nel 1995 il chitarrista Steve Heritage subentra alla voce dopo l'avvicendamento dei due cantanti Daryl Kahan e Dave "Spinach" Malinksky. Nel 1997 esce, con formazione a tre, batteria, basso e chitarra, il secondo lp full-length Misery Index. Gli Assück si scioglieranno nel 1998.

## Stile, influenze e lascito
Gli Assück sono stati sicuramente una delle band più influenti dell'intero panorama grindcore. Il sound, caratterizzato da canzoni piuttosto brevi, repentini cambi di tempo, growl brutale, ritmi serrati ma anche strumentali dilatate, ha condizionato molte delle band successive. Notevoli le liriche, estremamente politicizzate, dirette e pessimiste. Rob Proctor è stato definito sulla rivista Terrorizer uno dei migliori batteristi metal di sempre, ancora Terrorizer ha posizionato Anticapital al quarto posto tra i 20 migliori dischi grindcore statunitensi. Greg Pratt su Decibel ha scritto "Anticapital è tutto ciò che è grandioso nel grindocore" e ancora su Rob Proctor "La sua batteria in questo album è una delle migliori batterie grindcore di sempre, punto e basta". Felix Von Havoc in un articolo apparso su Maximum Rocknroll nel novembre del 1999 sostiene che Anticapital è stato per il grindcore quello che Reign in Blood è stato per il thrash metal. Il secondo full-length Misery Index, anche questo considerato tra i migliori album grindcore mai prodotti, mantenne l'approccio brutale della band con una produzione più definita e cambi di tempo più accentuati. Al titolo di questo lp la band Misery Index ha tributato il nome.
Gli Assück sono indissolubilmente legati alla scena punk DIY a cui hanno apportato un immenso contributo stilistico. Malgrado le evidenti influenze, la band ha dichiarato di non aver mai fatto parte o voluto far parte della scena death metal.

## Formazione[11]
Line-up finale
- Steve Heritage - chitarra, voce (1987-1998)
- Jason Crittendon - basso (1998)
- Rob Proctor - batteria (1987-1998)

Ex-componenti
- Paul Pavlovich - voce (1987-1993)
- Dave "Spinach" Malinksky - voce (1994-1995)
- Daryl Kahan - voce (1993-1994)
- Pete Jay - basso (1991-1992)
- Steve Kosiba - basso (1992-1998)

## Discografia[11][12]
Lp
- Anticapital (1991, Sound Pollution)
- Misery Index (1997, Sound Pollution)

Ep
- Necrosalvation (1990, Rigid Records)
- Split /w Old Lady Drivers (1990, No System)
- Blindspot (1992, Open Records)
- Bloodless Unreality - 4 way split/w Destroy!, Hellnation, Confrontation (1992, Forfeit Records)
- Emergency Broadcast Systems - Volume 2 - 4 way split/w Crain, Schedule, Friction (1992, Allied Recordings)
- State To State (1992, SOA Redords)

Live
- Live 1-10-90 tape (1990, Liquified Tapes)

Demo
- Born Backwards demo tape (1989, self-released)

Raccolte
- Anticapital/Blindspot +3 Cd (1994, Sound Pollution)
- Discography 1989-1998  Cd (2017, Blastasfuk Grindcore)

Compilation
- Bllleeeeaaauuurrrrgghhh! - The Record Ep (1991, Slap A Ham Records)